# Vienna Calling
Vienna Calling è un singolo del cantante austriaco Falco, pubblicato nel 1985 dall'etichetta discografica GiG.

## Singolo
Il singolo è stato il secondo estratto dall'album Falco 3, dopo il successo di Rock Me Amadeus e ha riscosso un buon successo, entrando nelle prime posizioni nelle classifiche di numerosi paesi: raggiunse il terzo posto in Austria, il quarto in Germania, il sesto in Irlanda, il settimo in Svizzera, il decimo in Gran Bretagna e in Nuova Zelanda, l'undicesimo in Svezia, il tredicesimo in Belgio e in Canada, e il diciottesimo negli USA (dove il singolo era uscito nell'aprile del 1986).
Il singolo era stato scritto da Falco assieme a Bolland & Bolland, e prodotto da questi ultimi. Il lato b del singolo era Tango in the Night.

## Cover
I rapper austriaci Massimo Schena e Lukas Plöchl hanno pubblicato una cover di Vienna Calling nel 2011, entrando in classifica in Austria.